# TI-BASIC
TI-BASIC是一款基于BASIC语言的，内置于搭配Zilog Z80处理器的TI系列德州仪器计算器以及N-Spire系列计算器的一种科学计算器编程语言。